# Moulin à eau d'Airan
Pour les articles homonymes, voir Moulin à eau (homonymie).
Le moulin à eau d'Airan est un moulin du XVIIe siècle situé à Valambray dans le département du Calvados en Normandie.

## Localisation
Le moulin est situé rue des Moulins, à Airan, sur la rive droite de la Muance, un affluent de la Dives.

## Historique
Le moulin est bâti au XVIIe siècle plus précisément en 1682.
Le moulin a été inscrit aux monuments historiques par un arrêté du 13 février 1975.